# Triple-double
Triple-double – w koszykówce, uzyskanie wyników dwucyfrowych w trzech z pięciu możliwych pozytywnych statystyk (punkty, asysty, zbiórki, przechwyty, bloki).

## Statystyki NBA
| Miejsce | Imię i nazwisko    | Triple-doubles |
| ------- | ------------------ | -------------- |
| 1       | Russell Westbrook  | 203            |
| 2       | Oscar Robertson    | 181            |
| 3       | Nikola Jokić       | 164            |
| 4       | Magic Johnson      | 138            |
| 5       | LeBron James       | 122            |
| 6       | Jason Kidd         | 107            |
| 7       | Luka Dončić        | 82             |
| 8       | James Harden       | 80             |
| 9       | Wilt Chamberlain   | 78             |
| 10      | Domantas Sabonis   | 68             |
| 11      | Larry Bird         | 59             |
| 12      | Janis Andetokunmbo | 56             |
| 13      | Fat Lever          | 43             |
| 14      | Bob Cousy          | 33             |
| 14      | Ben Simmons        | 33             |
| 14      | Draymond Green     | 33             |
| 17      | Rajon Rondo        | 32             |
| 18      | John Havlicek      | 31             |
| 19      | Grant Hill         | 29             |
| 20      | Michael Jordan     | 28             |

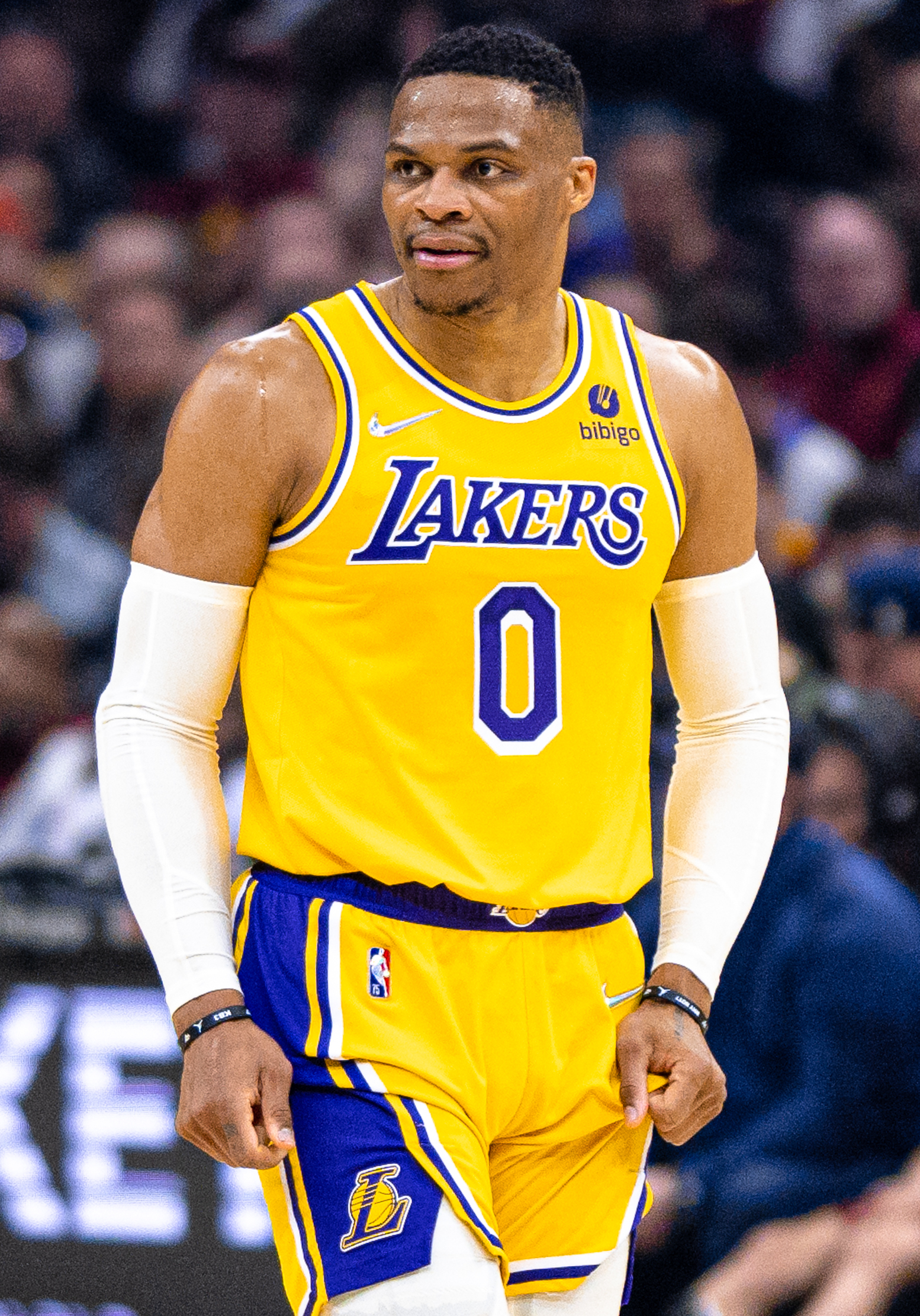
Russell Westbrook jest rekordzistą wszech czasów sezonu regularnego NBA w liczbie uzyskanych triple doubles

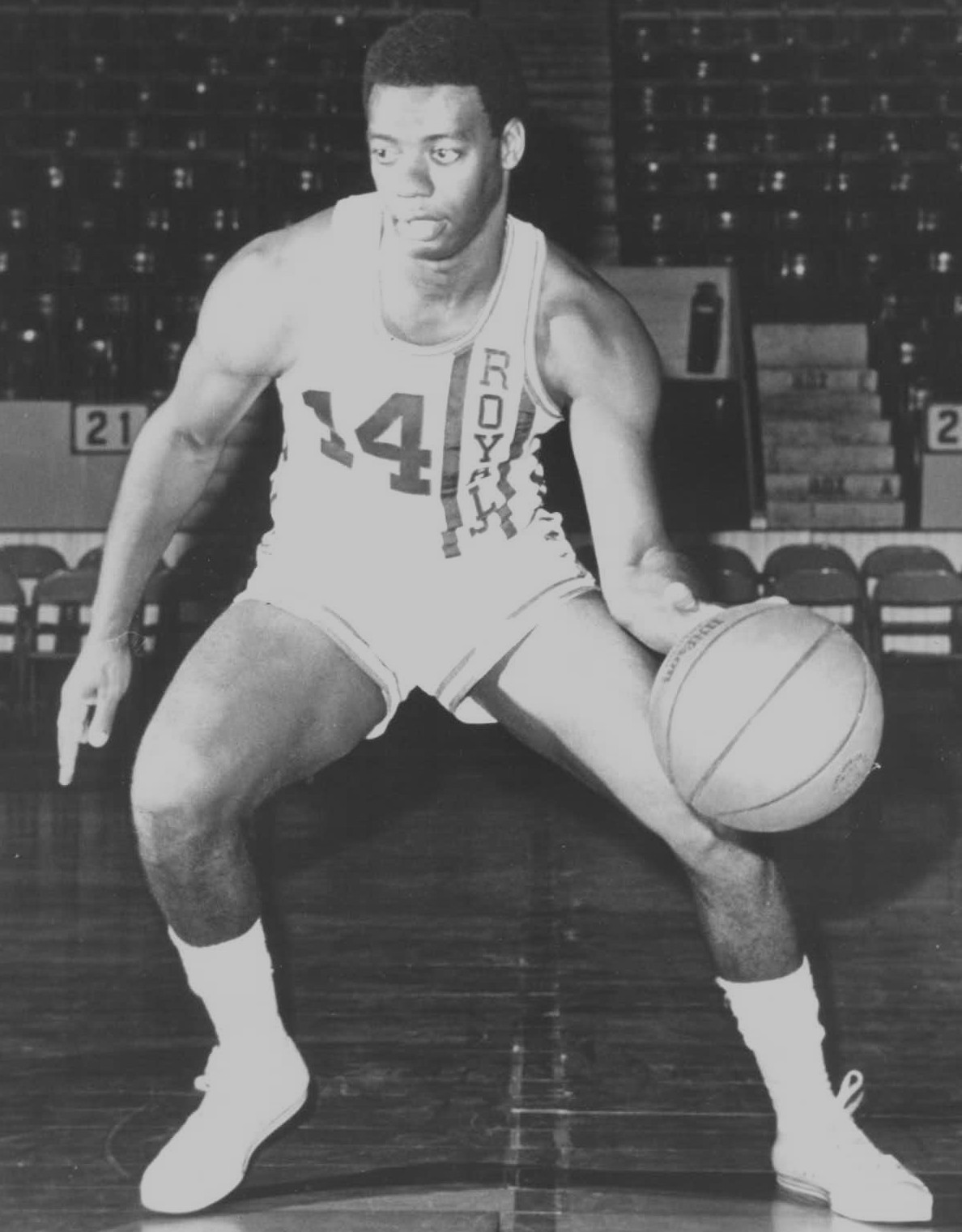
Oscar Robertson zaliczył 181 triple doubles i przez długi czas przewodził w tej statystyce

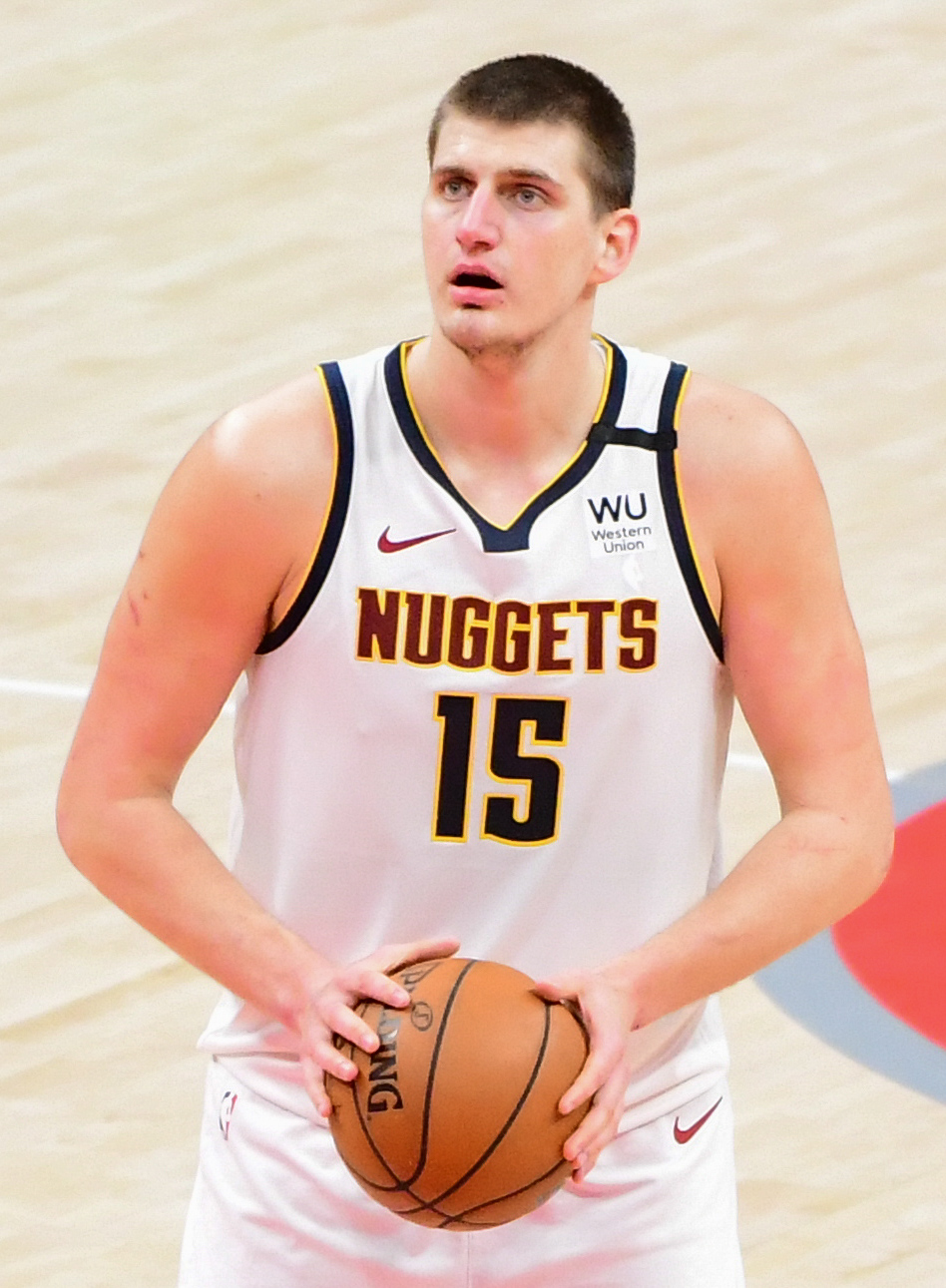
Nikola Jokić jest posiadaczem rekordu najszybciej uzyskanego triple-double w rozgrywkach

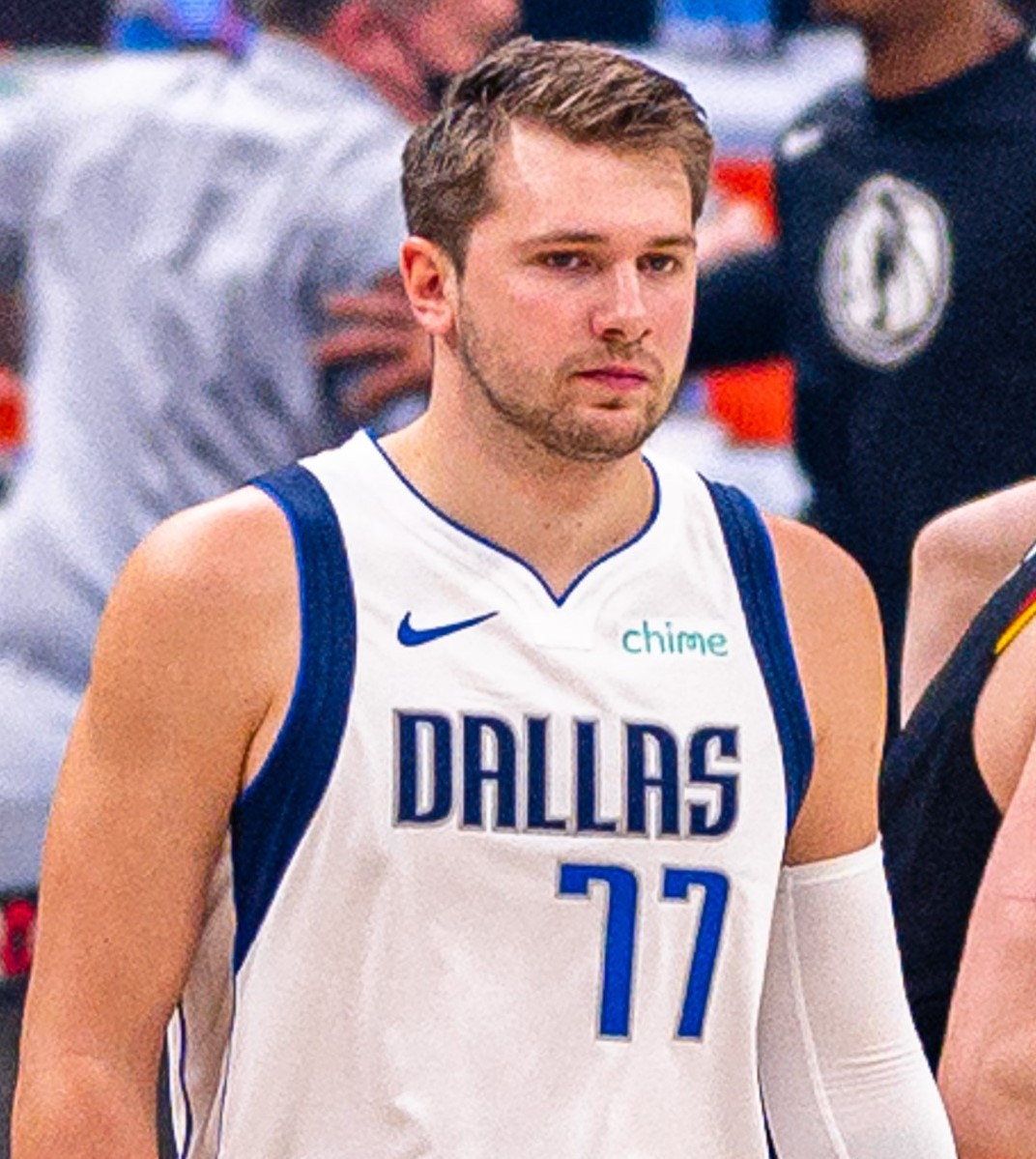
Luka Dončić mimo rozegrania tylko mniej niż 500 meczów jest w czołówce statystyk wszech czasów triple-doubles

- Tylko dwóch zawodników w historii zanotowało triple-double w swoich średnich statystykach z całego sezonu: Oscar Robertson, który w sezonie 1961/1962 zdobywał średnio 30,8 pkt, 12,5 zbiórek i 11,4 asyst na mecz oraz Russell Westbrook, który osiągnął to czterokrotnie: w sezonie 2016/2017 (31,6 pkt, 10,7 zbiórek i 10,4 asyst na mecz), w sezonie 2017/2018 (25,4 pkt, 10,1 zbiórek oraz 10,3 asyst na mecz), w sezonie 2018/2019 (22,9 pkt, 11,1 zbiórek oraz 10,7 asyst na mecz), w sezonie 2020/2021 (22,2 pkt, 11,5 zbiórek oraz 11,7 asyst na mecz).
- W sezonie 2016/2017 Russel Westbrook zanotował 42 triple-double, co jest rekordem wszech czasów w czasie jednego sezonu (stan na 5 lutego 2024).

| Miejsce | Imię i nazwisko | Wiek            |
| ------- | --------------- | --------------- |
| 1       | Josh Giddey     | 19 lat, 84 dni  |
| 2       | Markelle Fultz  | 19 lat, 317 dni |
| 3       | Luka Dončić     | 19 lat, 327 dni |
| 4       | Lonzo Ball      | 20 lat, 15 dni  |
| 5       | LeBron James    | 20 lat, 20 dni  |
| 6       | Dennis Smith    | 20 lat, 34 dni  |
| 7       | Lamar Odom      | 20 lat, 65 dni  |
| 7       | John Wall       | 20 lat, 65 dni  |
| 9       | Magic Johnson   | 20 lat, 75 dni  |

- Najstarszym graczem z triple-double był Karl Malone, który uzyskał 10 pkt, 11 zbiórek i 10 asyst 28 listopada 2003, mając 40 lat, 4 miesiące i 4 dni.
- Tylko trzy razy, zawodnikowi NBA udało się zdobyć double-triple-double (powyżej 20 w trzech kategoriach statystycznych). Dokonali: tego Wilt Chamberlain w 1968, uzyskując 22 punkty, 25 zbiórek, i 21 asyst, Russell Westbrook w 2019, uzyskując 20 punktów, 20 zbiórek i 21 asyst[1] oraz Nikola Jokić w 2025 (31 punktów, 21 zbiórek, 22 asysty)[2]. Jokić jako jedyny zanotował linię statystyczną na poziomie 30-20-20.
- 11 lutego 2019, w meczu przeciwko Portland Trail Blazers, Russell Westbrook pobił 51-letni rekord w liczbie kolejnych meczów z triple-double należący od 1968 do Wilta Chamberlaina, ustanawiając tym samym najdłuższą serię, 11 kolejnych spotkań zakończonych potrójną zdobyczą dwucyfrową.
- Tylko raz, zawodnikowi NBA udało się odnotować triple-double, choć uzyskał mniej niż 10 punktów. Dokonał tego Draymond Green, uzyskując 12 zbiórek, 10 asyst, 10 przechwytów i 4 punkty.
- Nikola Jokić jest posiadaczem rekordu najszybciej uzyskanego triple-double w rozgrywkach, potrzebował na to 14 minut i 33 sekundy. Dotychczasowy rekord wynosił 17 minut i od 1955 należał do Jima Tuckera z Syracuse Nationals.
- Piętnastu graczy NBA zaliczyło w swoich debiutanckich sezonach triple-double, byli to: Jim Tucker w sezonie 1954/1955, Andre Iguodala w meczu przeciwko Detroit Pistons 23 marca 2005 roku (zdobył 10 punktów, 10 zbiórek i 10 asyst)[3], w sezonie 2005/2006 Chris Paul (dwukrotnie), w sezonie 2008/2009 Russell Westbrook, w sezonie 2009/2010 Tyreke Evans w meczu przeciwko Toronto Raptors 10 marca 2010 (zdobył 19 punktów, 10 zbiórek i 10 asyst)[4], Terrence Williams, Darren Collison i Stephen Curry, w sezonie 2010/2011 Jordan Crawford, John Wall oraz Blake Griffin (dwukrotnie), w sezonie 2011/2012 Kemba Walker, w sezonie 2013/2014 Victor Oladipo oraz Michael Carter-Williams (w tym samym meczu).

| Miejsce | Nazwisko          | Triple-doubles | Zespół                | Sezon NBA |
| ------- | ----------------- | -------------- | --------------------- | --------- |
| 1       | Russell Westbrook | 42             | Oklahoma City Thunder | 2016–17   |
| 2       | Oscar Robertson   | 41             | Cincinnati Royals     | 1961–62   |
| 3       | Russell Westbrook | 38             | Washington Wizards    | 2020–21   |
| 4       | Russell Westbrook | 34             | Oklahoma City Thunder | 2018–19   |
| 5       | Wilt Chamberlain  | 31             | Philadelphia 76ers    | 1967–68   |
| 6       | Nikola Jokić      | 29             | Denver Nuggets        | 2022–23   |
| 7       | Oscar Robertson   | 26             | Cincinnati Royals     | 1960–61   |
| 7       | Oscar Robertson   | 26             | Cincinnati Royals     | 1963–64   |
| 7       | Domantas Sabonis  | 26             | Sacramento Kings      | 2023–24   |
| 10      | Russell Westbrook | 25             | Oklahoma City Thunder | 2017–18   |
| 10      | Nikola Jokić      | 25             | Denver Nuggets        | 2023–24   |
| 12      | Oscar Robertson   | 22             | Cincinnati Royals     | 1964–65   |
| 12      | Wilt Chamberlain  | 22             | Philadelphia 76ers    | 1966–67   |
| 12      | James Harden      | 22             | Houston Rockets       | 2016–17   |
| 15      | Luka Dončić       | 21             | Dallas Mavericks      | 2023–24   |
| 16      | Oscar Robertson   | 20             | Cincinnati Royals     | 1962–63   |
| 17      | Nikola Jokić      | 19             | Denver Nuggets        | 2021–22   |
| 18      | Magic Johnson     | 18             | Los Angeles Lakers    | 1981–82   |
| 18      | Russell Westbrook | 18             | Oklahoma City Thunder | 2015–16   |
| 18      | LeBron James      | 18             | Cleveland Cavaliers   | 2017–18   |

## Liga polska
Od kiedy w sezonie 1998/99 wprowadzono w Polskiej Lidze Koszykówki oficjalne statystyki, tylko dziesięciu graczom udało się uzyskać triple-double.

## WNBA
Polka Małgorzata Dydek była drugą zawodniczką w historii ligi WNBA, która zanotowała triple-double. W meczu Utah Starzz – Orlando Miracle (7 czerwca 2001) zdobyła 12 punktów, miała 11 zbiórek i 10 zablokowanych rzutów.

### Inne zawodniczki

#### Sezon regularny
- Sheryl Swoopes (Houston Comets) – 14 punktów, 15 zbiórek i 10 asyst przeciwko Detroit Shock (27 lipca 1999)
- Lisa Leslie (Los Angeles Sparks) – 29 punktów, 15 zbiórek i 10 bloków przeciwko Detroit Shock (10 września 2004)
- Deanna Nolan (Detroit Shock) – 11 punktów, 10 zbiórek i 11 asyst przeciwko Connecticut Sun (21 maja 2005)
- Temeka Johnson (Seattle Storm) – 13 punktów, 10 zbiórek i 11 asyst przeciwko New York Liberty (24 lipca 2014)
- Candace Parker (Los Angeles Sparks) – 11 punktów, 17 zbiórek i 11 asyst przeciwko San Antonio Stars (28 lipca 2017)
- Courtney Vandersloot (Chicago Sky) – 13 punktów, 10 zbiórek i 15 asyst przeciwko Dallas Wings (20 lipca 2018)

#### Play-offs
- Sheryl Swoopes (Houston Comets) – 14 punktów, 10 zbiórek i 10 asyst przeciwko Seattle Storm (4 września 2005)